# Oudekerksbrug
De Oudekerksbrug (brug 206) is een vaste brug in Amsterdam-Centrum. De brug is officieel vernoemd naar de nabij gelegen Oude Kerk, maar droeg eerder de namen Minnebroersbrug (naar de Minnebroederssteeg) en Molsteenbrug (naar de Molsteeg).

## Brug
De brug ligt ten zuidoosten van de Oude Kerk in het Wallengebied. Ze vormt de verbinding tussen het Oudekerksplein en de Oudekennissteeg en voert over de Oudezijds Voorburgwal. De brug wordt omringd door rijksmonumenten, maar is dat zelf niet; ze is een 'architectonische leugen'.
Op deze locatie ligt al eeuwen een brug. De geschilderde plattegrond van Cornelis Anthonisz. uit 1538 toont al een brug, maar niet op dezelfde plaats; bovendien ligt die brug scheef over het water. Wellicht is er iets misgegaan bij het intekenen, want een kaart uit 1544 van dezelfde kunstenaar laat wél een brug op de huidige locatie zien. Het is dan een brug op twee jukken. Balthasar Florisz. van Berckenrode tekende in 1625 een brug op dezelfde plaats, tussen de Bier Kay (kade van de Oudezijds Voorburgwal) en Minnebroers Steech.

De brug is in de loop der jaren zelf nauwelijks op schilderij of foto vastgelegd, maar doordat de Oude Kerk en omgeving wel werd vereeuwigd, is de geschiedenis te volgen. Zo schilderden Abraham Beerstraaten en Jan van der Heyden kerk en brug rond 1670, waarbij nog de houten brug op twee jukken is te zien. In 1875 schilderde Cornelis Christiaan Dommersen de Oude Kerk en de brug opnieuw; op zijn schilderij is een van de doorvaarten geblokkeerd. Toen een tiental jaren later fotografen Andries Jager en Pieter Oosterhuis hier foto's maakten, lag er echter een andere brug, met een doorvaart gedragen door ijzeren liggers, ondersteund door ijzeren spanten. Ook was het balustradewerk anders uitgevoerd. Die brug werd in 1861 opgeleverd. Het schilderij van Dommersen is dus een anachronisme.
De brug uit 1861 hield het ruim een eeuw vol, maar was midden jaren zeventig van de 20e eeuw aan vervanging toe. De brug had volgens foto’s uit die tijd nog een houten brugdek. De gemeente Amsterdam opteerde in eerste instantie nog voor een moderne brug, zoals bij de Weteringpoortbrug, maar vond dat toch niet in deze omgeving passen, aldus Frank V. Smit. Er kwam vervolgens een welfbrug met drie doorvaarten. Deze paste wellicht beter in de historische omgeving was de mening, maar is dus van aanmerkelijk jongere datum dan de omgeving; het is een 'architectonische leugen'. Bovendien had een dergelijk brug hier nooit gelegen. Ze kreeg een betonnen paalfundering en een legger van beton, en werd verder uit baksteen opgemetseld, met blokken natuursteen voor de randen. Een medewerker van de Dienst der Publieke Werken beklaagde zich er destijds over dat er nauwelijks meer steenhouwers waren in Nederland en omringende landen; bovendien raakten steeds meer natuursteengroeven uitgeput of werden uitsluitend aangewend voor binnenlands gebruik.

Na oplevering van de brug werd zij alleen nog voorzien van een nieuwe indeling van het rijdek. De brug is naar historisch voorbeeld ontworpen door Dirk Sterenberg, werkend voor de Dienst der Publieke Werken. Dat de brug van relatief jonge datum is, blijkt uit de zoutschade. 

## Afbeeldingen

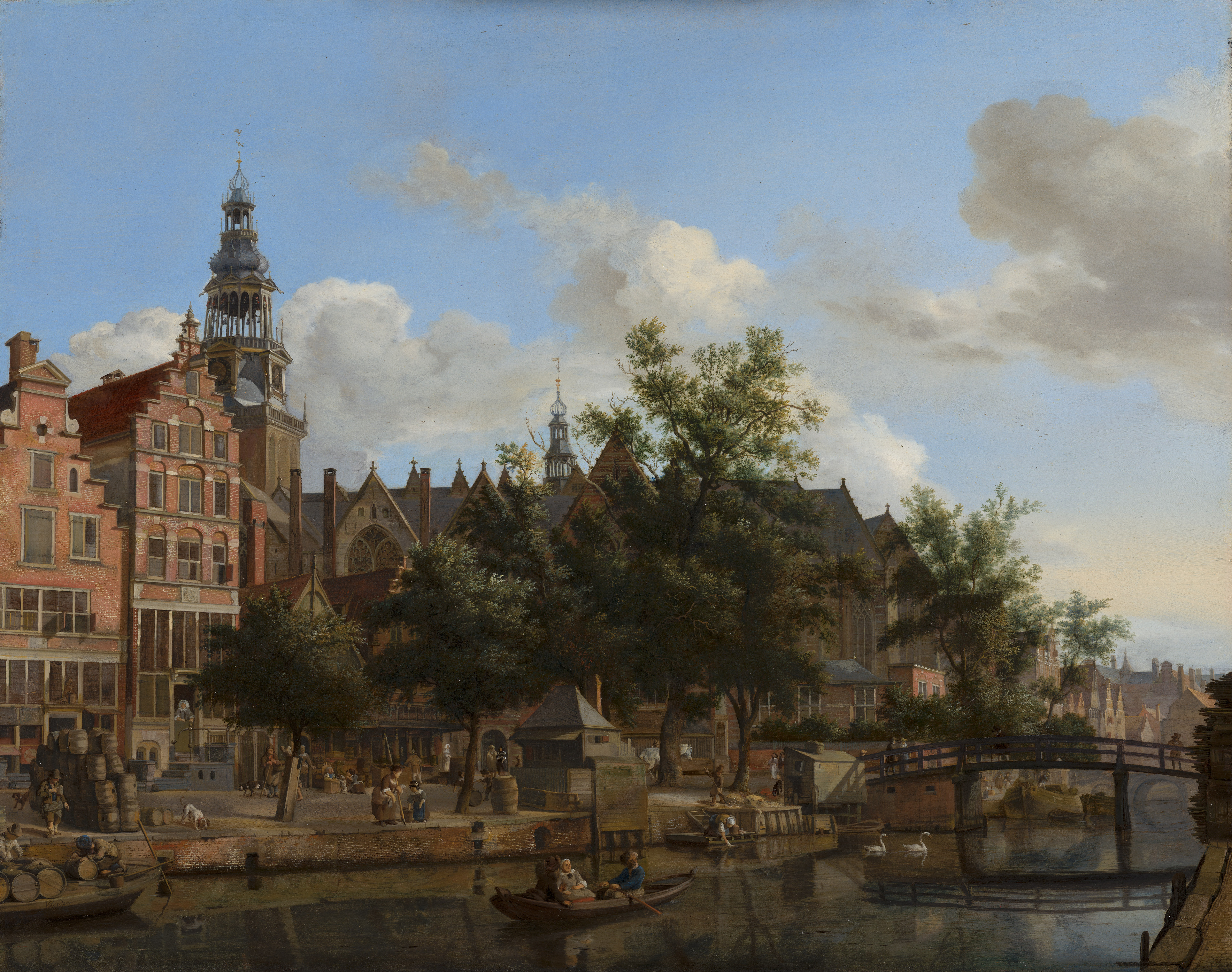
Jan van der Heyden (circa 1670)
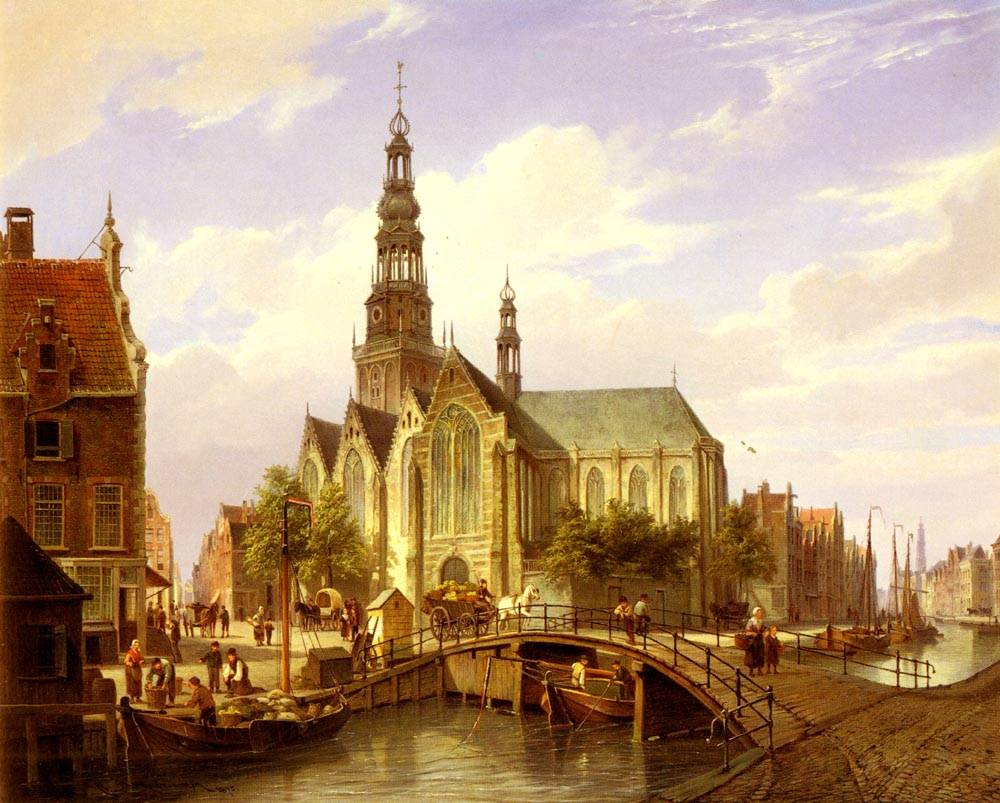
Cees Drommelshuizen (1875, maar laat de oudere brug zien)
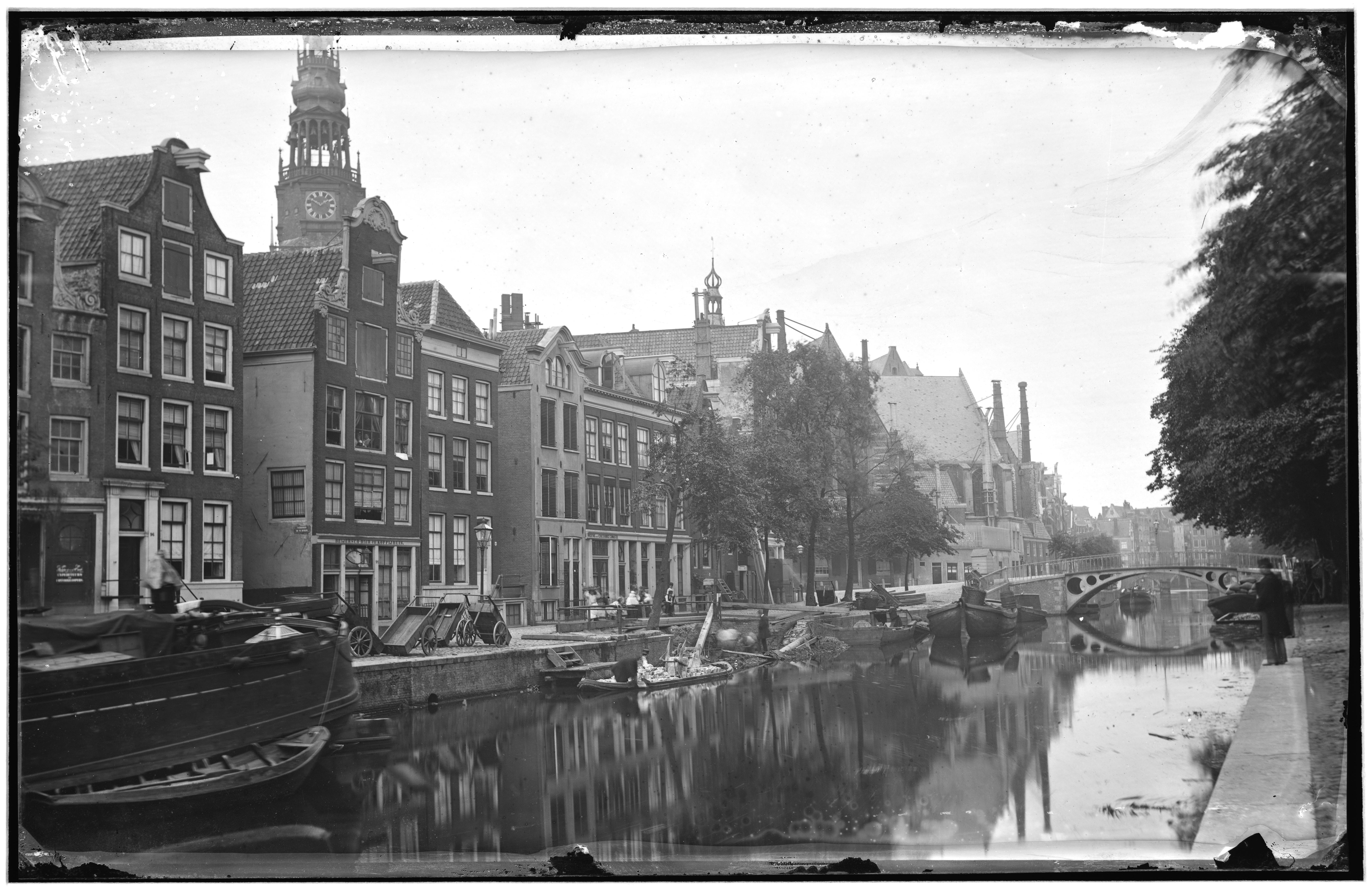
Andries Jager (1878)
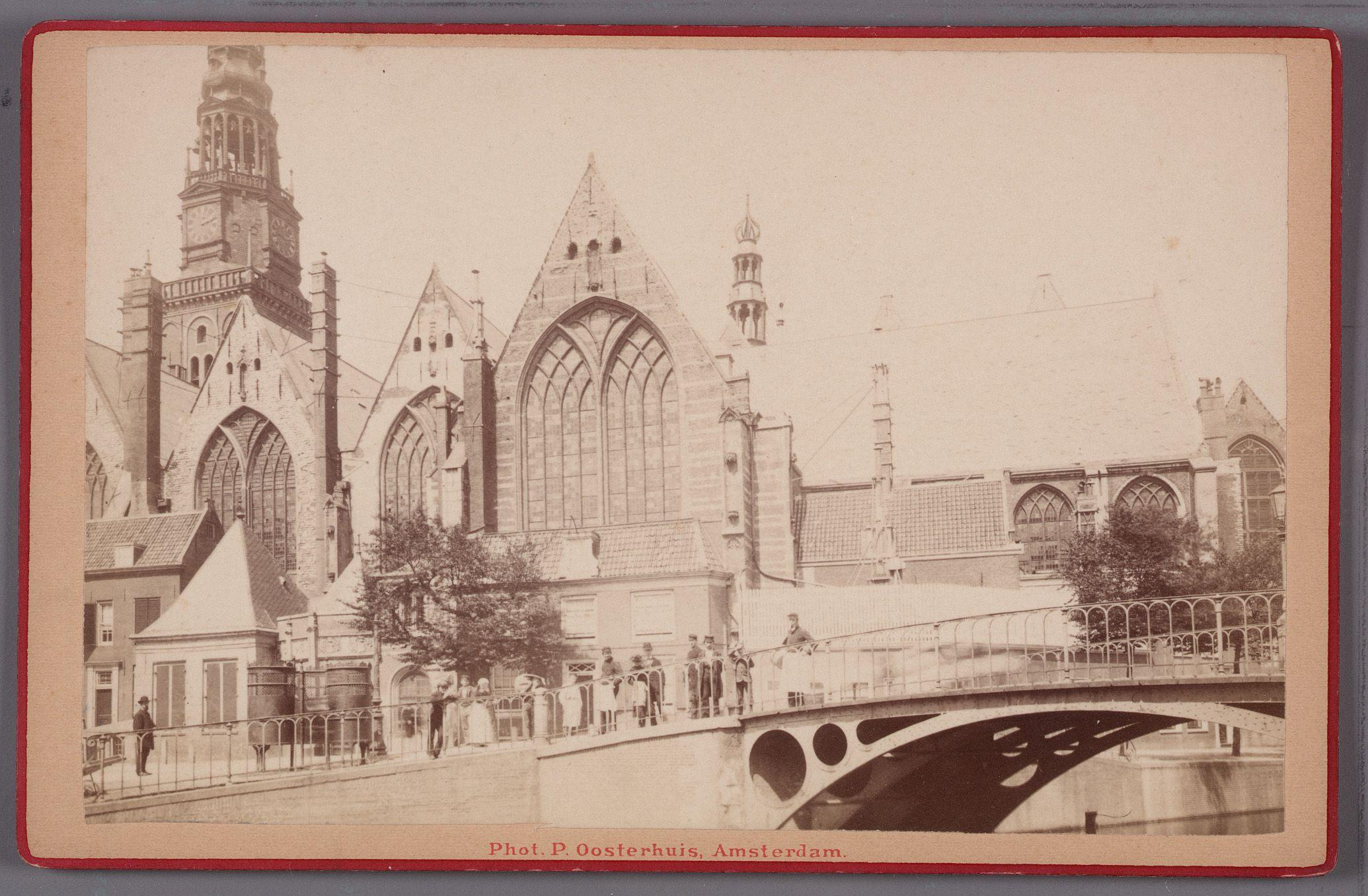
Pieter Oosterhuis (circa 1880)
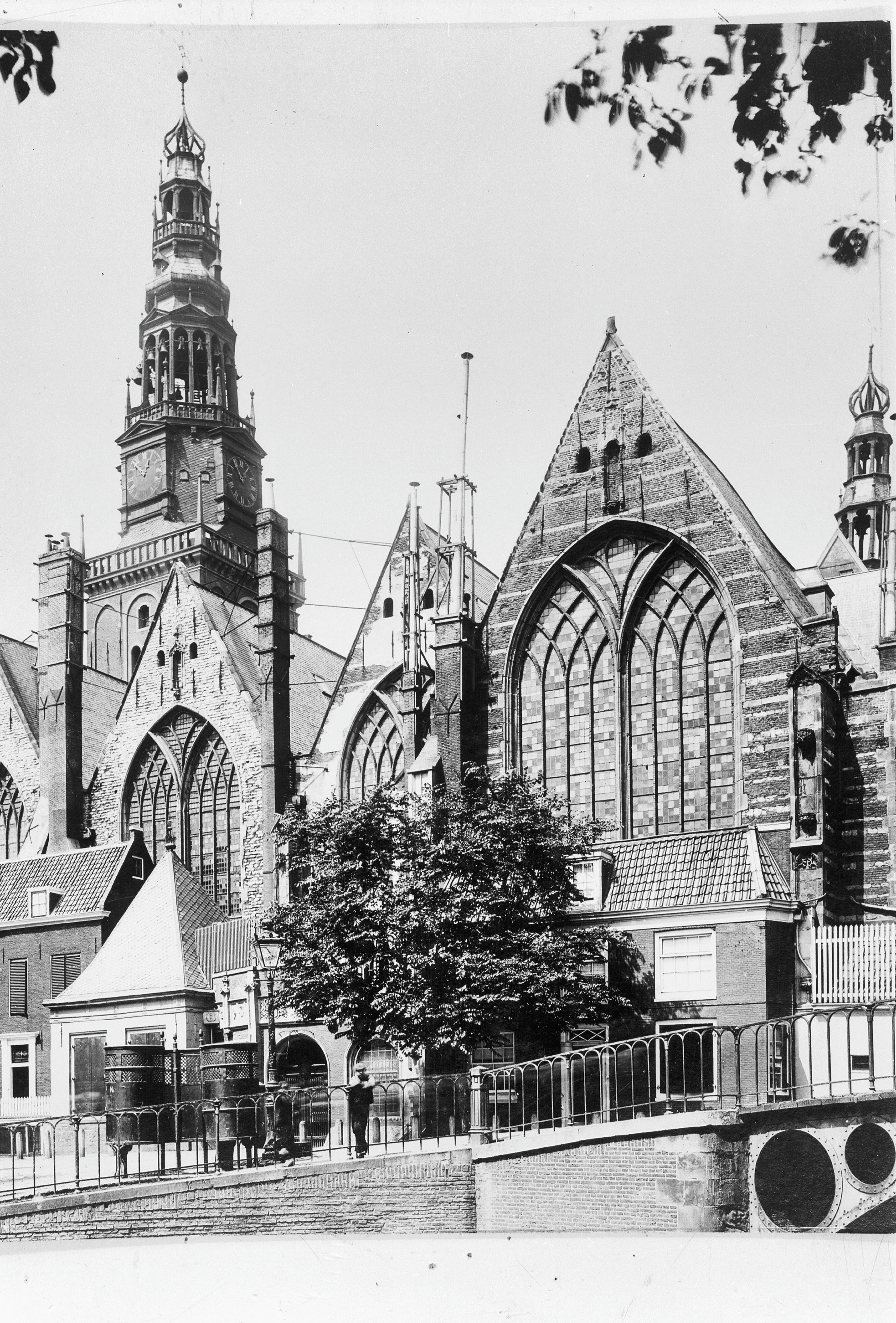
De brug op zwart-witfoto met houten planken (20e eeuw; voor 1976)
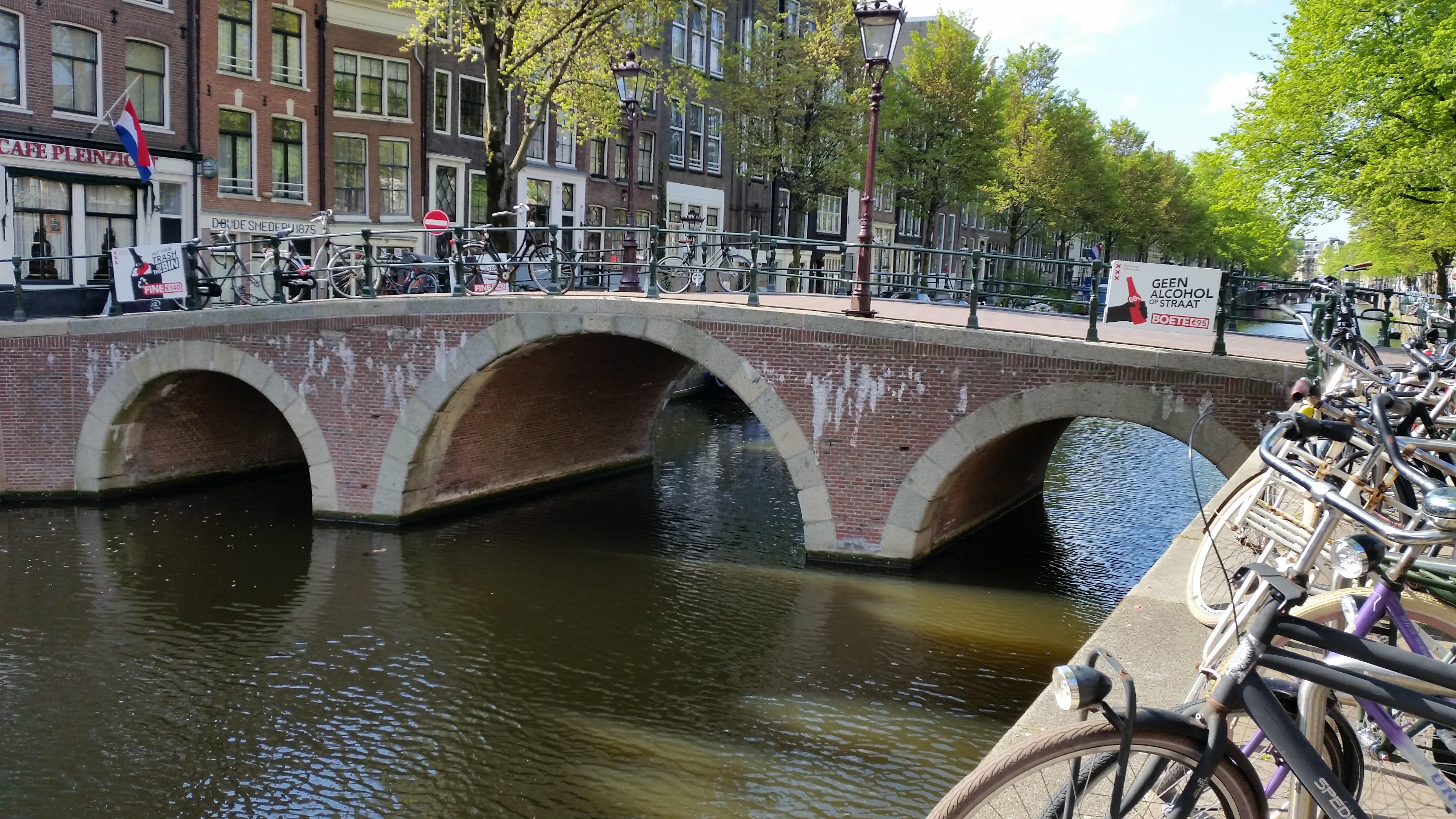
Brug 206 met zoutschade (mei 2020)
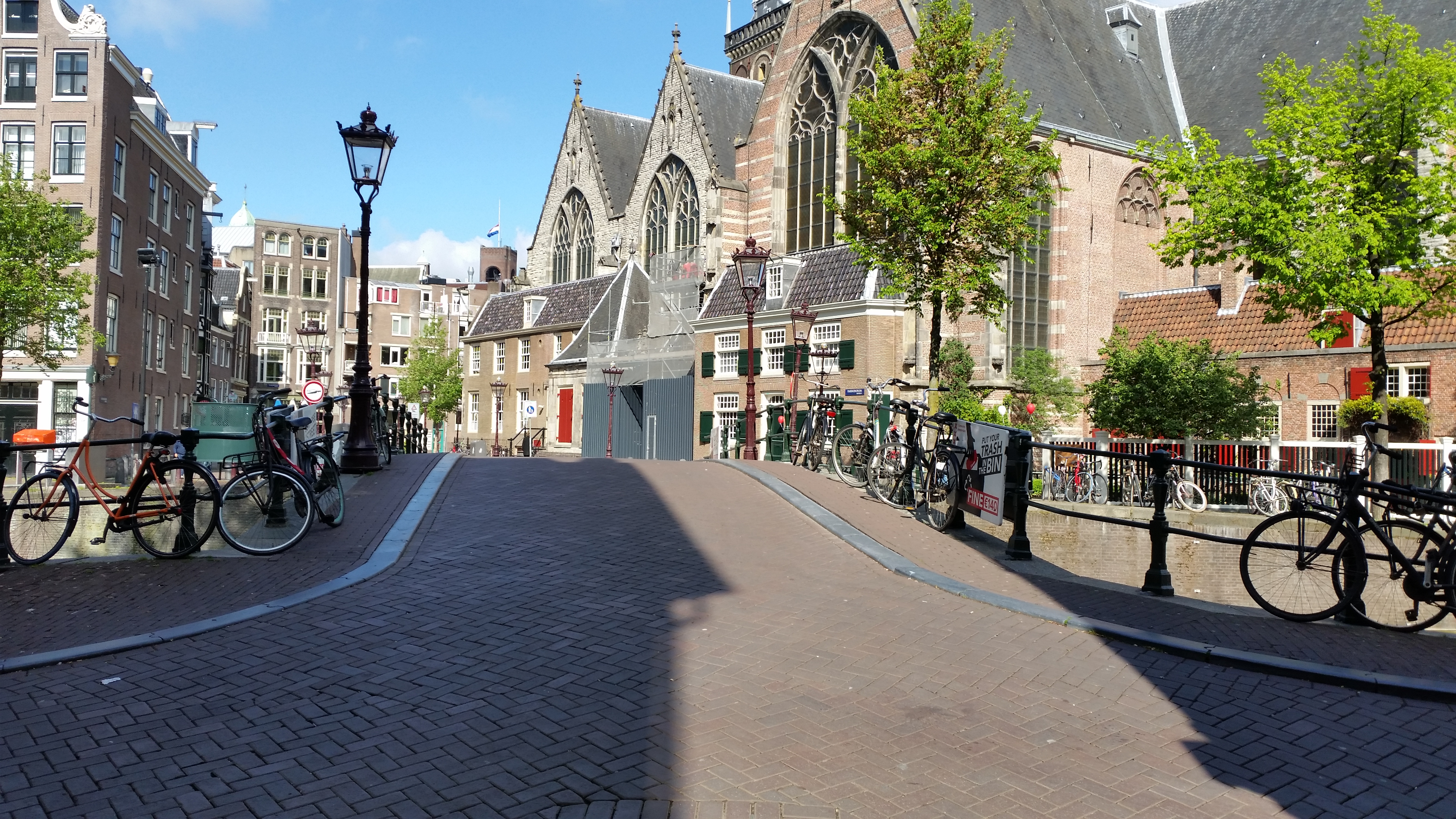
Brug 206 richting Oude Kerk (mei 2020)

<<< · 200 · 201 · 202 · 203 · 204 · 205 · 206 · 207 · 208 · 209 ·  210 · 211 · 212 · 213 · 214 · 215 · 216 · 217 · 218 · 220 · 221 · 222 · 223 · 224 · 225 · 226 · 227 · 228 · 228P · 229 · 230 · 231 · 232 · 233 · 234 · 235 · 236 · 237 · 238 · 239 ·  240 · 241 · 242 · 243 · 244 · 245 · 246 · 247 · 248 · 249 ·  250 · 251 · 252 · 253 · 254 · 255 · 256 · 257 · 258 · 259 · 260 · 261 · 262 · 263 · 264 · 265 · 266 · 267 · 270 · 271 · 272 · 273 · 274 · 275 · 277 · 278 · 279 · 280 · 281 · 283 · 285 · 286 · 287 · 288 · 289 · 290 · 291 · 292 · 293 · 295 · 296 · 297 · 298 · 299 · >>>
Brugnummers 219, 268, 269, 276, 282, 284, 294 zijn niet (meer) in omloop.